# David Magen

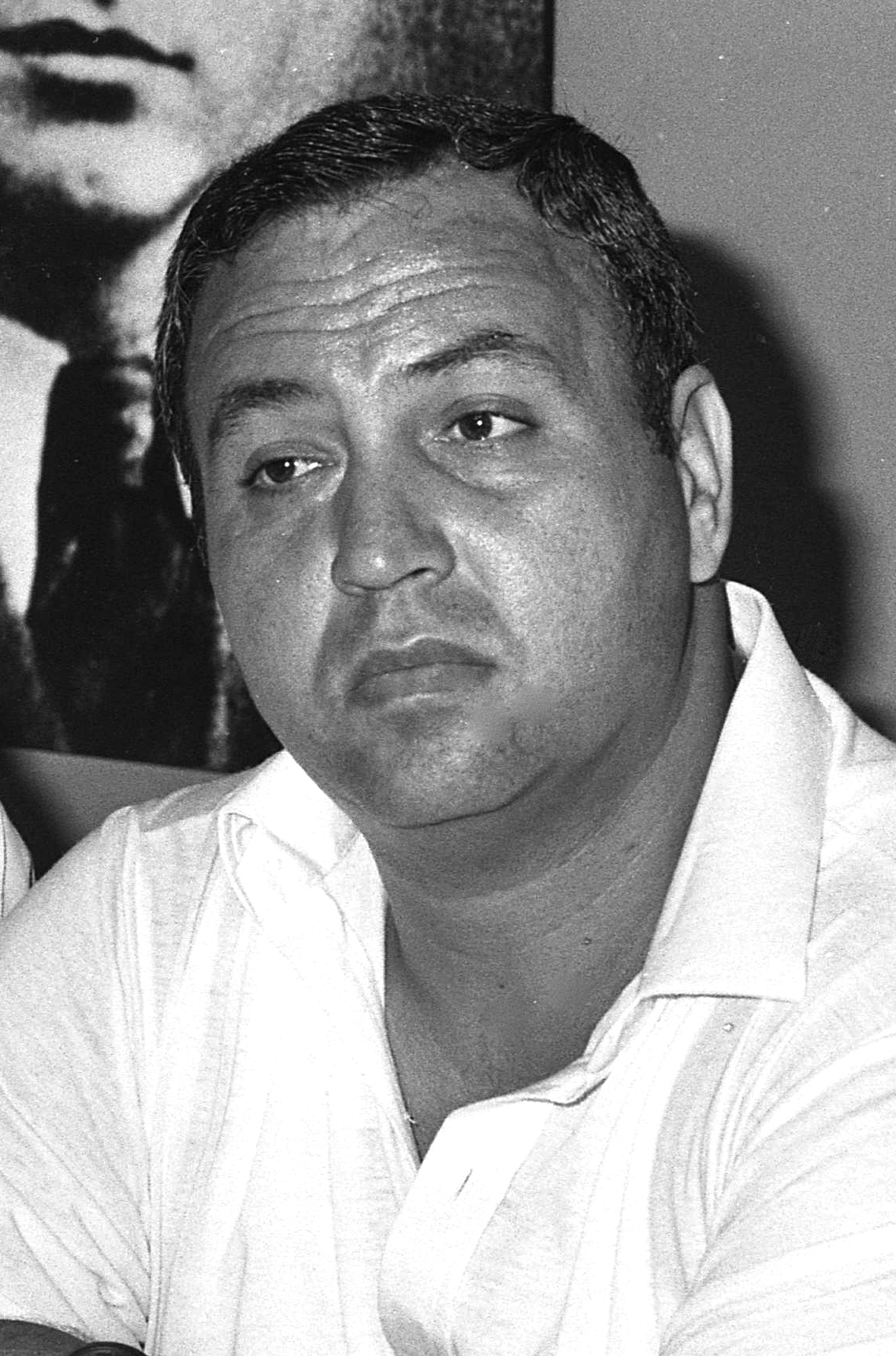
David Magen (1983)

David Magen (hebräisch דוד מגן, geboren als David Monsonego hebräisch דוד מונסוניגו 4. September 1945 in Fès, Marokko) ist ein ehemaliger israelischer Politiker.

## Leben
Magen wurde 1945 in Marokko geboren und wanderte 1949 mit seiner Familie nach Israel aus. Von 1963 bis 1972 diente Magen in der israelischen Armee. Von 1976 bis 1986 war er Bürgermeister von Kirjat Gat. Bereits am 20. Juli 1981 wurde er Abgeordneter in der Knesset und gehörte dem Parlament bis zum 7. Juni 1999 ununterbrochen an. Außerdem gehörte er der 15. Knesset vom 8. März 2001 bis zum 17. März 2003 an. Nachdem er auf Listenplatz 8 seiner Partei nicht gewählt worden war, rückte er nach dem Ausscheiden von Uri Savir in das Abgeordnetenhaus nach. Er war in seiner Abgeordnetenzeit unter anderem Mitglied des Haushaltsausschusses, der Verteidigungsausschusses und des Unterausschusses für Geheimdienste.
Vom 7. März 1990 bis zum 11. Juni 1990 war Magen als Minister ohne Geschäftsbereich in der Regierung unter Jitzchak Schamir tätig. Vom 11. Juni 1990 bis zum Ende der Legislaturperiode am 13. Juli 1992 war er Minister für Ökonomie und Planung. Vom 18. Juni 1996 bis zum 20. Mai 1997 stellvertretender Finanzminister unter Dan Meridor in der ersten Regierungszeit von Benjamin Netanjahu. David Magen war bis 1999 ein Politiker des Likud, danach gehörte er der Zentrumspartei Mifleget ha-Merkas an.
Von 2008 bis 2011 war Magen Vorstandsvorsitzender der staatseigenen Immobilienfirma Amidar.